# Цвігун Анатолій Тимофійович
Анато́лій Тимофі́йович Цвігу́н  (*10 червня 1954, Кульчиївці)

## Біографія
Народився 10 червня 1954 року в селі Кульчиївці Кам'янець-Подільського району Хмельницької області, де закінчив середню школу.
У 1971 році після закінчення школи вступив на зооінженерний факультет Кам'янець-Подільського сільськогосподарського інституту, який закінчив із відзнакою 25 березня 1976 року, одержавши кваліфікацію «зооінженер».
З квітня 1976 року працював головним зоотехніком ордена Леніна колгоспу «Перше травня» Коломийського району Івано-Франківської області, а з серпня 1977 року — головним зоотехніком радгоспу «Кам'янець-Подільський» Кам'янець-Подільського району Хмельницької області.
З березня 1980 року працював в Кам'янець-Подільському сільськогосподарському інституті (з 1995 року Подільська державна аграрно-технічна академія, з 2004 Подільський державний аграрно-технічний університет) — спочатку молодшим, потім старшим науковим співробітником кафедри загального тваринництва, з 1982 року асистентом кафедри годівлі сільськогосподарських тварин.
У 1988 році у Ленінградському сільськогосподарському інституті захистив дисертацію на тему: «Рівень енергетичного живлення відгодівельного молодняку великої рогатої худоби при різних типах годівлі» і одержав вчений ступінь кандидата сільськогосподарських наук за спеціальністю — годівля тварин та технологія кормів.
В 1994 році там же захистив дисертацію «Обґрунтування енергетичного живлення молодняку великої рогатої худоби при різних типах годівлі» і одержав вчений ступінь доктора сільськогосподарських наук Російської Федерації. Після переатестації 28 лютого 1995 року отримав науковий ступінь доктора сільськогосподарських наук України.
У квітні 1996 року — присвоєне звання професора кафедри годівлі сільськогосподарських тварин.
З 1993 року працював завідувачем кафедри годівлі тварин та технології кормів, з квітня 1999 року був проректором з міжнародних зв'язків, з січня 2000 р. — проректором з післядипломної освіти та міжнародних зв'язків, а з 2002 р. проректором з післядипломної освіти та дорадництва.
Займався дослідженням особливостей енергетичного живлення сільськогосподарських тварин, переважно молодняку великої рогатої худоби.
У червні 2007 року обраний академіком Міжнародної академії наук екології і безпеки життєдіяльності, секція екологія.
Одружений, має сина і доньку.

## Праці
За період науково-педагогічної діяльності опубліковано більше 200 наукових, науково-методичних та навчально-методичних праць. З 1995 по 2000 роки був членом НМК із спеціальності «Зооінженерія».
У 1986 році у співавторстві опублікував методичні рекомендації «Оцінка загальної (енергетичної) поживності кормів з використанням програмованих мікрокалькуляторів Б3-34, МК-54 та інших». Сьогодні співавтор електронних практикумів із годівлі сільськогосподарських тварин для вищих навчальних закладів, автор навчальних посібників, співавтор прикладних програм для лабораторних занять та електронних тестів контролю знань студентів.
Анатолій Цвігун у 1994 році завершив розробку норм годівлі молодняку молочних та комбінованих порід, а у 2000 році — м'ясних порід та їх помісей, що у липні 2000 затверджені секцією науково-технічної ради Міністерства аграрної політики та рекомендовані до запровадження в Україні як офіційні.

## Відзнаки і нагороди
Почесна грамота Міністерства агропромислового комплексу України (листопад 1999).
У 2002 р. на п'ятій міжнародній виставці навчальних закладів «Сучасна освіта в Україні — 2002» нагороджений почесним дипломом за розробку і впровадження в навчальний процес сучасних педагогічних технологій.
У 2003 році нагороджений відзнакою «Знак Пошани» Міністерства аграрної політики України, неодноразово відзначався грамотами Хмельницької обласної ради, головного управління агропромислового розвитку Хмельницької обласної державної адміністрації тощо.
З 2000 року — член спеціалізованої Ради Національного аграрного університету та член експертної ради ВАК з питань зооінженерії та ветеринарної медицини.
За вклад у розвиток науки про годівлю сільськогосподарських тварин УААН увійшов до книги «Українські вчені — аграрії ХХ століття: Вчені у галузі тваринництва» (1999).